# Slutsil
Slutsil (dansk), Schlüttsiel (tysk) eller Slütsil (nordfrisisk) er en færgehavn i nærheden af Bredsted i Nordfrisland med færgeforbindelser til halligerne Langenæs, Grøde, Hoge og til sælbankerne samt til øen Amrum (om sommeren; færger til Amrum går ellers fra Dagebøl).
Havnen er beliggende cirka 2,5 kilometer øst for halligen Øland. Forløberen for den nuværende havn var den allerede i 1735 oprettede havn i det nærliggende Bongsil.
Stednavnets første led Slut (tysk: Schlütt, nordfrisisk: di Slüt) henviser til en større tidevandsstrøm i vadehavet (Slut), som begynder ved Slutsil, passerer halligerne Grøde og Øland og munder efter flere hundred meter i Sønderaaen. Ordet har sit udspring i det nordfrisiske slüütj som betyder marskgrøft. Stednavnets sidste led Sil henviser til en stor digesluse (tysk Siel sønderjysk Sil) på samme sted. En sil er en passage i et dige med det formål at afvande inddigede marskområder.
Slusen i Slutsil blev bygget i 1959 og har fire store porte med et bredde på hver 6,5 meter, hvorfra der er udløb til Nordsøen. Gennem Slutsil udmunder Bongsil Kanalen, der udgør afløb fra bl.a. Botslot Sø.
Færgehuset huser i dag et hotel med tilhørende restaurant. Ved siden af færgehavnen findes også en lystbådehavn. Tæt ved havnen er der opført et informationscenter om nationalparken Vadehavet. Vadehavet ud for Nordfrisland kyst blev i 2009 optaget i UNESCOs verdensarvsliste over bevaringsværdige områder.